# Sinanlı
Sinanlı is een dorp in het Turkse district Haymana in de provincie Ankara. 
Krachtens wet nr. 6360 werden alle Turkse provincies met een bevolking van meer dan 750.000 uitgeroepen tot grootstedelijke gemeenten (Turks: büyükşehir belediyeleri), waardoor de dorpen in deze provincies de status van mahalle hebben gekregen (Turks voor stadswijk). Ook Sinanlı heeft sinds 2012 de status van mahalle.

## Bevolking
De meeste inwoners van Sinanlı zijn etnische Koerden. Alhoewel de bevolking tussen 1940 en 1990 meer dan verviervoudigd is, kampt het dorp sinds 1990 met een intensieve bevolkingskrimp. Zo halveerde het inwonersaantal tussen 1990 en 2019 (van 1.396 naar 759 personen).
| Jaar | Totaal | Mannen | Vrouwen |
| ---- | ------ | ------ | ------- |
| 2019 | 759    | 384    | 375     |
| 2013 | 981    |        |         |
| 1990 | 1.396  |        |         |
| 1985 | 1.335  |        |         |
| 1975 | 902    | 440    | 462     |
| 1970 | 862    | 419    | 443     |
| 1960 | 581    | 318    | 263     |
| 1955 | 460    | 232    | 228     |
| 1950 | 371    |        |         |
| 1945 | 307    | 143    | 164     |
| 1940 | 316    | 158    | 158     |

Centrale districtsplaats (İlçe Merkezi): Haymana
Dorpen (Köyler):
Ahırlıkuyu · Aktepe · Alahacılı · Altıpınar · Ataköy · Bahçecik · Balçıkhisar ·  Boğazkaya · Bostanhüyük · Bumsuz · Büyükkonak · Büyükyağcı · Cihanşah · Cingirli · Culuk · Çalış · Çatak · Çayraz · Çeltikli ·  Demirözü · Dereköy · Deveci · Devecipınarı · Durupınar  · Durutlar  · Emirler · Esen · Eskikışla · Evci · Evliyafakı · Gedik · Gültepe · Güzelcekale · İncirli · Karahoca  · Karaömerli  · Karapınar  · Karasüleymanlı  · Katrancı · Kavakköy · Kerpiçköy · Kesikkavak · Kızılkoyunlu · Kirazoğlu · Kutluhan · Küçükkonak · Küçükyağcı · Saatli · Sarıdeğirmen · Sarıgöl · Sazağası · Serinyayla · Sırçasaray · Sinanlı · Sındıran · Soğulca · Söğüttepe · Şerefligökgöz · Tabaklı · Tepeköy · Toyçayırı · Türkhüyük · Türkşerefli · Yamak · Yaprakbayırı · Yaylabeyi · Yeniköy · Yergömü · Yeşilköy  · Yeşilyurt · Yukarısebil · Yurtbeyli